# Полідект (цар Спарти)
Полідект (дав.-гр. Πολῠδέκτης) — напівміфічний цар Спарти близько 830—800 роках до н. е.

## Життєпис
Походив з династії Евріпонтидів. Старший син царя Пританіда. Павсаній вказує на Полідекта як сина Евнома, а його сином був Харілай. За Євсевієм Кесарійським панував 30 років. Відповідно до Павсаннія панував набагато менше, залишивши дружину вагітною, яка згодом народила Евнома. Регентом став його молодший зведений брат Лікург. Поет Симонід вказує, що Лікург був дідом або стрийком Полідекта. За ще однією версією Полідект мав 2 синів, одним з яких був Полідект Молодший, але був не зовсім законним (можливо від перічки або неспартіанки). Тому саме Евном (за іншим повідомленням — Харілей) став законним.
Також Павсаній повідомляє, що за Полідекта Спарта дотримувалася миру із сусідами.